# Pocket Books
Pocket Books es una editorial, división de Simon & Schuster, especializada en publicar libros impresos con encuadernación en rústica.
Pocket Books produjo la primera serie de libros con encuadernación en rústica para el mercado en masa en los Estados Unidos en 1939 y revolucionó la industria. La empresa fue fundada por Richard L. Simon, M. Lincoln ("Max") Schuster y Leon Shimkin, socios de Simon & Schuster junto a Robert de Graff.
Las primeras publicaciones de Pocket Books en 1939 con un tiraje de aproximadamente 10.000 copias cada una fueron:
1. Lost Horizon de James Hilton
2. Wake Up and Live de Dorothea Brande
3. Five Great Tragedies de William Shakespeare
4. Topper de Thorne Smith
5. The Murder of Roger Ackroyd de Agatha Christie
6. Enough Rope de Dorothy Parker
7. Cumbres Borrascosas de Emily Brontë
8. The Way of All Flesh de Samuel Butler
9. The Bridge of San Luis Rey de Thornton Wilder
10. Bambi, A Life in the Woods de Felix Salten[4]